# Pleospora laricina
Pleospora laricina är en svampart som beskrevs av Rehm 1882. Pleospora laricina ingår i släktet Pleospora och familjen Pleosporaceae.  Arten är reproducerande i Sverige. Inga underarter finns listade i Catalogue of Life.